# Quercus tomentella
Quercus tomentella, és un tipus de roure que pertany a la família de les fagàcies i està dins de la secció Protobalanus.

## Descripció
El Quercus tomentella és un arbre que generalment fa menys de 20 metres d'altura. La seva escorça és generalment grisa i es formen solcs amb l'edat. El seu nom d'espècie tomentella, ve del llatí per al "revers amb toment (pelussa)", referències als densos pèls que es troben en les cares inferiors de les fulles.
Les seves fulles són perennes i fan generalment de 5 a 8 cm de longitud, de forma oblonga a oblongoovada, amb un marge dentat, molt accidentat. Les glans triguen 2 anys a madurar i tenen forma de platet a bol amb una extremitat arrodonida, i de grans dimensions (copa de 20 a 30 mil·límetres d'ample, 6-8 mm de profunditat, gla de 20 a 35 mil·límetres).
El Quercus tomentella es pot creuar per hibridació amb la resta dels membres de la secció Protobalanus, encara que en la seva distribució natural interaccioni només amb el Quercus chrysolepis.

## Distribució
És endèmic de sis illes situades enfront de la costa de Califòrnia, Santa Rosa, Santa Cruz, Anacapa, Illa Santa Catalina, San Clemente, i Guadalupe. Les cinc primeres pertanyen a l'arxipèlag de les Illes Santa Bàrbara. L'illa de Guadalupe està localitzada a l'oest de Baixa Califòrnia, Mèxic.

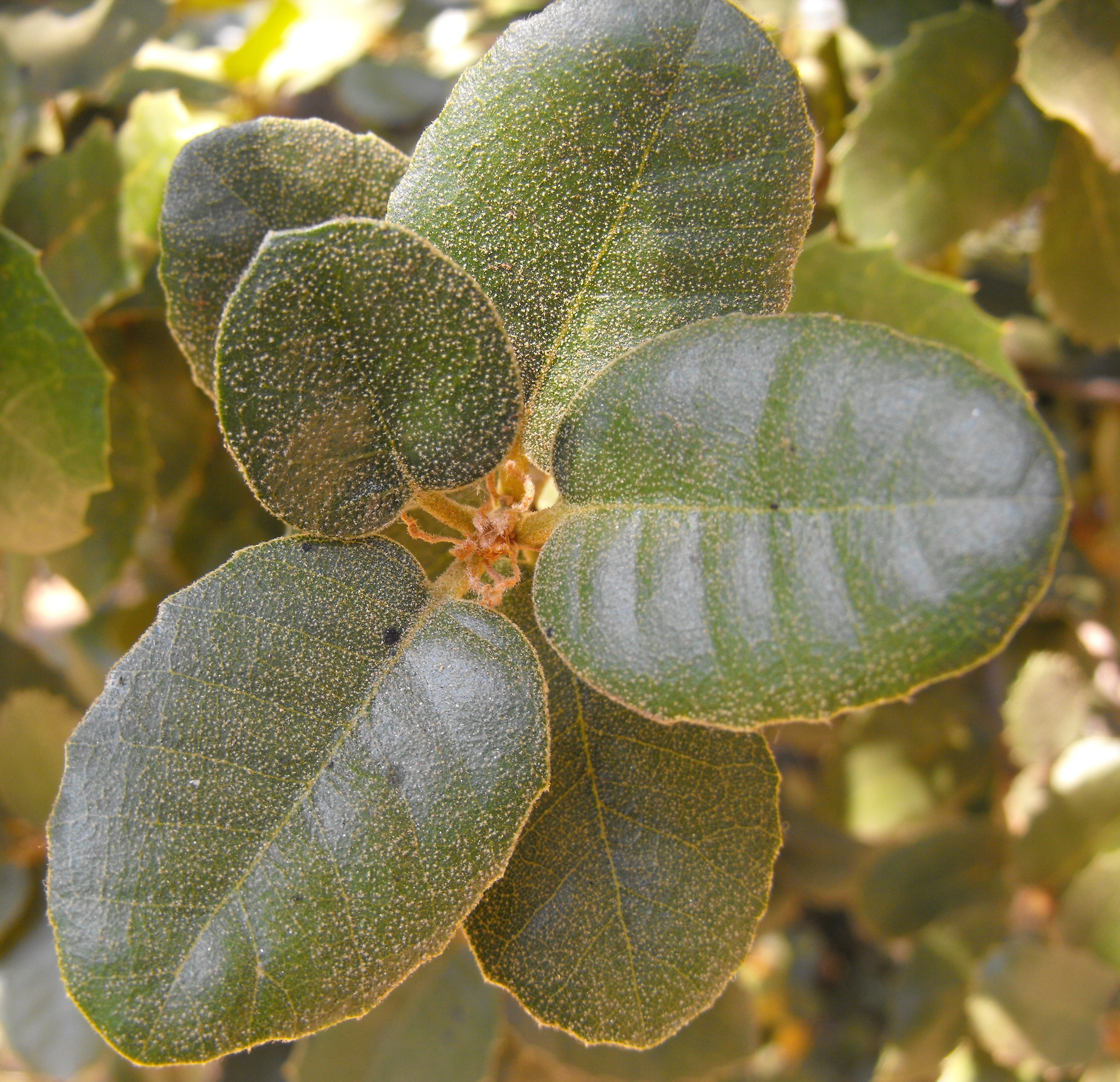
Detall de les fulles

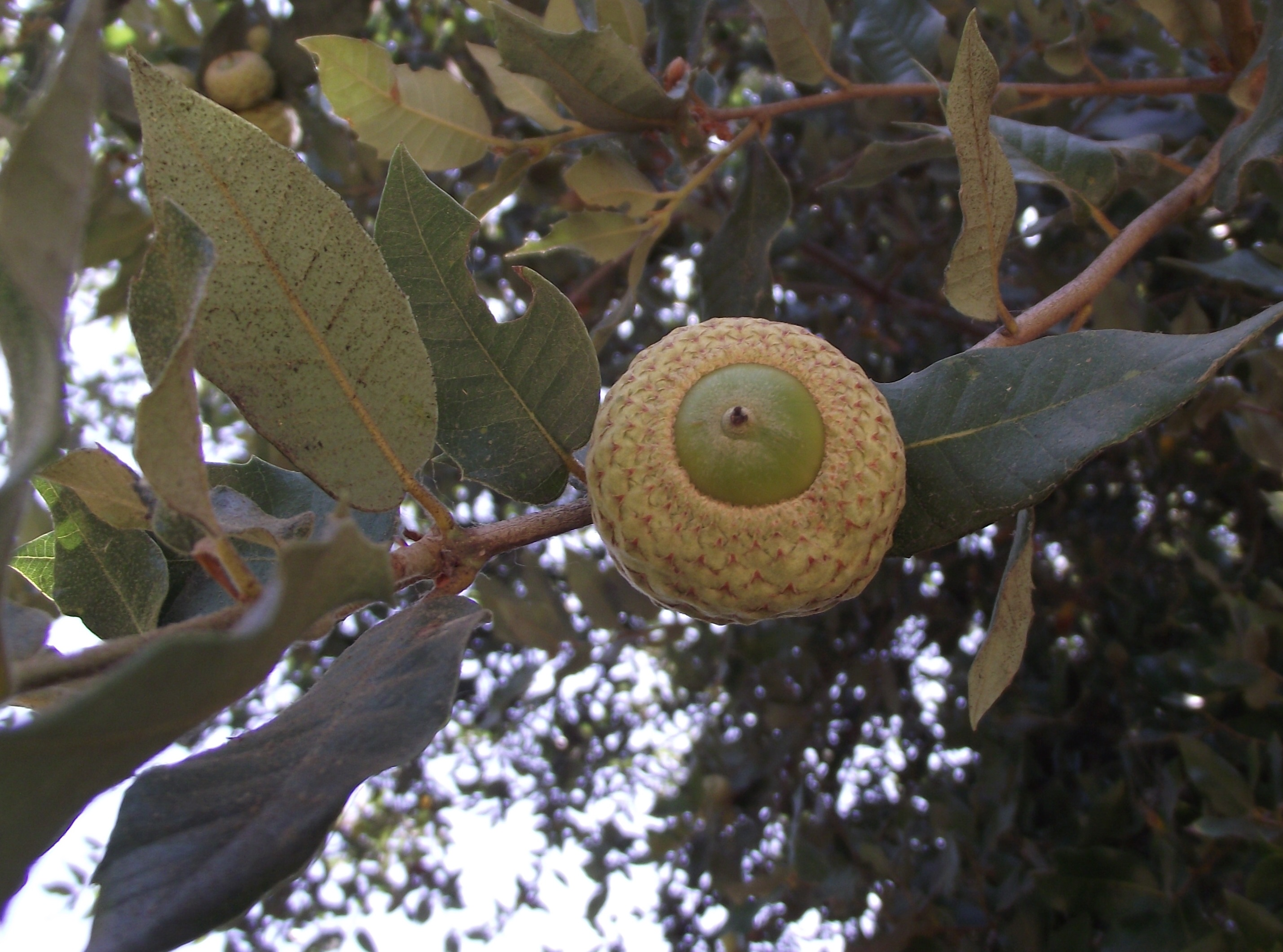
Gla

## Situació i expectatives
S'han trobat fòssils de Quercus tomentella, a les terres continentals de Califòrnia. Els fòssils coneguts més joves són de dos a deu milions d'anys i van ser trobats a prop de la "Universitat de Saint Mary", en la proximitat dels turons d'Oakland. Els fòssils coneguts més vells són 30 a 60 milions d'anys i van ser trobats al desert de Mohave. El Quercus tomentella no es troba de manera natural a la zona continental de Califòrnia, i és probablement un residu d'un clima que era més calent i més humit que l'actual. Tanmateix, creixerà fàcilment a la zona continental de Califòrnia si és plantat i regat regularment.
El Quercus tomentella es troba inclòs en el llistat de Vulnerable (VU B1 +2ce) per la Unió Internacional per a la Conservació de la Natura (UICN). Moltes poblacions necessiten una recuperació immediata a causa dels severs impactes de la brostejada d'herbívors forans. El National Park Service dels Estats Units, l'ha classificat com una espècie de protecció especial.
A l'illa Guadalupe, la població local probablement està abocada a l'extinció. Des de la dècada de 1950 ha minvat d'un 80 a un 90%, i tan sols resten una o dues dotzenes d'arbres. Aquests no semblen reproduir-se més. Hi va haver un temps en què el Quercus tomentella era una part important de l'ecosistema local, el seu declivi va ser causat per deu milers de cabres salvatges que volten l'illa des de mitjans del segle xix. La retirada de les cabres no va ser del tot completa fins a l'any 2005 i s'han construït recintes tancats des de 2001, permetent una reaparició sorprenent de la flora local. Fins i tot si les alzines locals desapareguessin, la població podria ser restablerta probablement en curt termini de temps amb les reserves de les illes de canal.

## Taxonomia
Quercus tomentella va ser descrita per George Engelmann i publicat a Transactions of the Academy of Science of St. Louis 3: 393. 1877.
Etimologia
Quercus: nom genèric del llatí que designava igualment al roure i a l'alzina.
tomentella: epítet llatí que significa "a vegades amb fulles peludes".
Sinonímia
- Quercus chrysolepis subsp. tomentella (Engelm.) A.E.Murray, Kalmia 13: 25 (1983).
- Quercus chrysolepis var. tomentella (Engelm.) A.E.Murray, Kalmia 13: 25 (1983).
- Quercus tomentella var. conjungens Trel., Publ. Field Mus. Nat. Hist., Bot. Ser. 5: 78 (1923).
- Quercus tomentella f. conjungens (Trel.) Trel., Mem. Natl. Acad. Sci. 20: 119 (1924).[5]